# 芬格角
芬格角（英語：Finger Point）是南極洲的海岬，位於威廉群島的阿根廷群島，處於斯丘厄島西南端，由英國探險隊繪入地圖，現時由南極條約體系管理。